# Bag-in-box
Bag-in-box é um tipo de embalagem utilizada para comercializar bebidas ou xaropes de bebidas. Podem ser usadas para comercialização de vinhos por exemplo, ou de xaropes de refrigerantes associadas a máquinas do tipo post-mix.

## Bebidas em geral
Trata-se de uma embalagem com capacidade para 3 ou 5 litros elaborada em filme transparente multicamada (composta por nylon, EVOH e polietileno) que é acondicionada dentro de uma caixa, normalmente de papelão, com objetivo de facilitar o transporte e logística, acondicionamento, fornecimento de volumes menores e de fácil reposição, além da interação com leiautes de restaurantes e lanchonetes, frequentemente bem compactos.

## Vinhos
No caso dos vinhos, a bag-in-box é uma embalagem prática para armazenamento e fácil para servir o vinho na taça, garantindo as propriedades da bebida por mais tempo. Costuma-se dizer que a qualidade da última taça é a mesma da primeira. Do Lugar Merlot-Cabernet em bag-in-box é o prazer na medida certa.